# آوخوسته خاربک
آوخوسته خاربک (انگلیسی: Auguste Garrebeek; ۱۰ ژانویهٔ ۱۹۱۲ – ۲۰ اکتبر ۱۹۷۳) دوچرخه‌سوار اهل بلژیک بود.
وی در مسابقات کشوری و بین‌المللی در مجموع برندهٔ ۱ مدال برنز شده‌است.